# Oxibenzona
A oxibenzona, também conhecida como benzofenona-3 ou BP-3, é um composto orgânico  utilizado em  fotocosméticos, sendo encontrada em protetores solares, protetores labiais e hidratantes. Está presente em mais de 3.500 produtos de proteção solar em todo o mundo, segundo estudo publicado no periódico "Archives of Environmental Contamination and Toxicology".
O oxibenzona é um filtro solar, ou seja, tem a função de bloquear raios UV. No entanto, observa-se que a substância está ligada à maior incidência de alergia do que outros produtos da mesma classe, e estudos científicos sugerem que a benzofenona possa estar ligada ao desenvolvimento de de carcinomas. Apesar disso, muitas empresas  utilizam essa substância na produção de cosméticos, porém em vários países ela é proibida.

## Danos ambientais
Cientistas acreditam que a oxibenzona possa causar grandes danos aos recifes de corais de todo o mundo, causando seu branqueamento e eventual desaparecimento.  A substância pode danificar DNA dos corais, que estão em declínio. O Hawai foi o primeiro Estado norte-americano a proibir a venda de protetores solares com essa substância, visando proteger a vida marinha. A proibição entra em vigor em janeiro de 2021.
A oxibenzona  bloqueia os raios ultravioleta, causando "enormes deformidades em bebês de coral, danos ao seu DNA e, mais alarmante, atua como um interruptor endócrino", destacou o estudo da Archives of Environmental Contamination and Toxicology. Isso leva "o coral a se enclausurar em seu próprio esqueleto, conduzindo-o à morte". Os efeitos nocivos da  oxibenzona são observados mesmo quando a substância se encontra altamente diluída (62 partes por trilhão ou o mesmo que "uma gota d'água em seis piscinas olímpicas e meia"). Concentrações muito maiores de oxibenzona foram encontradas em recifes de coral no Havaí e nas Ilhas Virgens (de 800 partes por trilhão a 1,4 parte por milhão). Os cientistas estimam que 6.000 a 14.000 toneladas de protetor solar sejam liberadas em áreas de recife de coral todos os anos, sendo que a oxibenzona compõe de 1% a 10% dessas loções. 
Os recifes de coral estão em declínio há décadas e enfrentam, como principais ameaças, a poluição, as mudanças climáticas, tempestades e doenças.
"Os recifes do Havaí estão morrendo lentamente nos últimos 20 anos, e essa espiral de morte tem sido acelerada com o impacto de eventos de branqueamento em massa, induzidos pelo fenômeno El Niño [ligado ao aquecimento das águas dos oceanos] e pelo aumento dos impactos locais da poluição e do desenvolvimento do turismo", diz Craig Downs, diretor do Laboratório Ambiental Haereticus.